# 7237 Вікігамільтон
7237 Вікігамільтон (7237 Vickyhamilton) — астероїд головного поясу, відкритий 3 листопада 1988 року.
Тіссеранів параметр щодо Юпітера — 3,374.